# Centre d'extermination de Chełmno
Vous lisez un « article de qualité » labellisé en 2011.
Pour les articles homonymes, voir Chełmno (homonymie).

Localisation des camps d'extermination nazis.

Le centre d'extermination de Chełmno (en allemand Kulmhof) est le premier centre d'extermination nazi destiné à l'assassinat de Juifs et de Roms, au moyen de gaz asphyxiants.
Situé dans le village polonais de Chełmno nad Nerem à 60 kilomètres au nord-ouest de Łódź dans le Warthegau, partie de la Pologne annexée au Reich, il est utilisé de décembre 1941 à septembre 1942, puis en juin et juillet 1944. Plus de 150 000 personnes y sont assassinées, essentiellement des Juifs originaires du Warthegau. Caractérisée par l'emploi de camions à gaz, sa première phase d'activité est dans la continuité des meurtres commis dans le cadre du programme Aktion T4 ou par les Einsatzgruppen et constitue une étape vers la mise en place des grands centres d'extermination, comme Sobibór, Treblinka, Maidanek, Bełżec et Auschwitz. « Plus qu'un « laboratoire », Chełmno fut une « école » formant le personnel des autres centres de mise à mort. »
Outre le caractère précoce du début de ses activités, Chełmno se distingue des autres centres d'extermination par l'absence de chambre à gaz et par son indépendance à l'égard de l'Office central SS pour l'économie et l'administration et de l’Aktion Reinhard.

## Création et organisation

### Origine

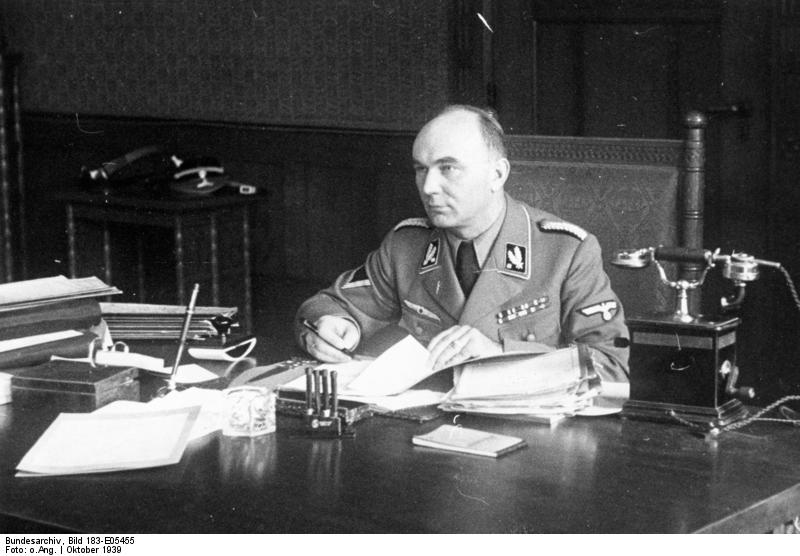
Arthur Greiser, gauleiter du Warthegau.

En 1941, le gauleiter du Reichsgau Wartheland (Warthegau), Arthur Greiser sollicite et obtient l'autorisation de Heinrich Himmler d'assassiner 100 000 Juifs résidant dans le Gau, où ils représentent une population totale de 420 000 personnes. Greiser souhaite « désengorger » les ghettos du Warthegau en assassinant les Juifs incapables de travailler, afin de libérer de la place pour les Juifs déportés d'Allemagne. Pour l'historien Christopher Browning, « si Chelmno est peut-être un camp d'extermination local pour les Juifs du Warthegau, sa rapide émergence à l'automne 1941 a lieu en grande partie parce que les perceptions et désirs des responsables locaux sur place concordent parfaitement avec les conceptions et les objectifs du centre » ; Saul Friedländer attribue également une fonction locale au camp d'extermination de Chelmno, ce qui explique que ses activités ne sont pas reprises dans le cadre de l'opération Reinhard, décidée postérieurement et centrée sur la population juive du Gouvernement général, et qu'elles ne relèvent pas de l'Office central SS pour l'économie et l'administration.
Le site de Chełmno, situé à mi-chemin entre Varsovie et Poznań, est choisi parce qu'il est relié par une voie secondaire à la ligne ferroviaire Łódź-Poznań, et par une route en bon état avec Łódź, à soixante kilomètres au sud-est du village ; de plus, le village dispose d'un parc clôturé et d'un petit château inoccupé, avec des bâtiments de ferme et une église. Le village compte environ 250 habitants, dont une majorité de Polonais et des Allemands originaires de Volhynie.
Le 16 juillet 1941, le SS-Sturmbannführer Rolf-Heinz Höppner de l'état-major du chef supérieur de la SS et de la police dans le Warthegau, Wilhelm Koppe, écrit à Adolf Eichmann :

« Au cours de discussions [...] diverses administrations ont abordé la solution de la question juive dans la région. On propose la solution suivante :

1) Tous les Juifs du Warthegau sont rassemblés dans un camp de 300 000 personnes qui sera construit le plus près de la grande ligne ferroviaire charbonnière (Gdynia - Silésie) [...].

2) Dans ce camp sont rassemblés tous les Juifs du Warthegau. Ceux qui sont aptes au travail pourraient être affectés à des commandos de travail et détachés du camp.

3) Selon le SS-Brigadeführer Albert, un camp de ce genre pourrait être gardé avec beaucoup moins de forces de police qu'actuellement. De plus le danger d'épidémie qui menace la population voisine des ghettos de Litzmannstadt (Łódź) et d'autres lieux serait réduit au minimum.
 
4) Les Juifs courent le risque, cet hiver, de ne pouvoir être tous nourris. Il y a lieu de considérer sérieusement si la solution la plus humaine ne serait pas de liquider les Juifs inaptes au travail par un moyen quelconque à action rapide. En tout cas, ce serait plus agréable que de les laisser mourir de faim.

5) On a proposé de stériliser dans ce camp toutes les Juives en état de procréer de façon que le problème juif soit totalement liquidé avec cette génération.[...] »

— Rolf-Heinz Höppner.
Le 3 septembre, Höppner interroge à nouveau les autorités centrales à propos du sort à réserver aux Juifs : « Le but est-il de leur assurer un certain niveau de vie à long terme ou doivent-ils être totalement éradiqués ? »
Pendant ce temps, et avant la fin des travaux de construction du nouveau camp, Herbert Lange et ses hommes commencent l'extermination des Juifs du Warthegau. De fin septembre à fin novembre 1941, ils gazent plusieurs centaines de Juifs dans la région de Konin et de Kalisz, au moyen d'un camion équipé de bouteilles de monoxyde de carbone ; au total, ces diverses opérations font plus de 2 000 victimes.

### Construction

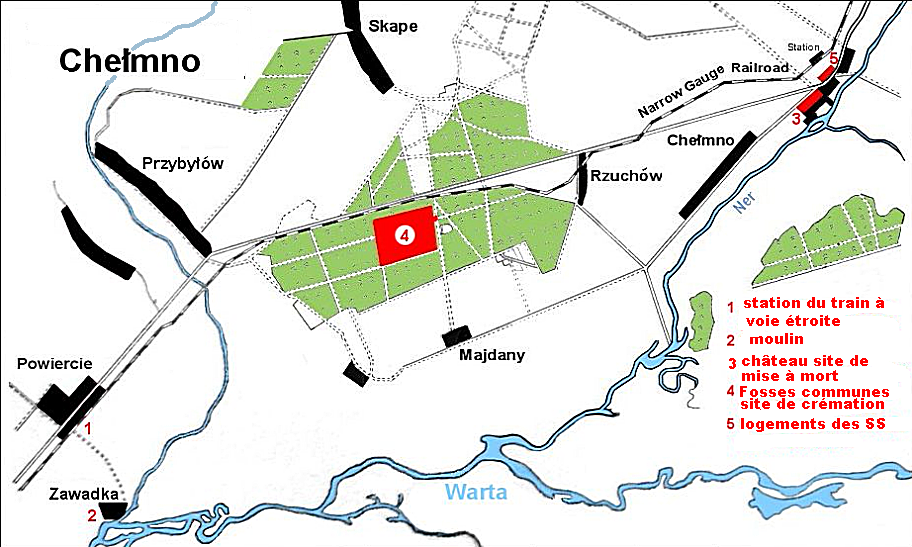
Plan général du centre d'extermination de Chełmno. Le nord se trouve vers la gauche du croquis.

Fin octobre 1941, le SS-Sonderkommando arrive à Chełmno dont le château, en ruines et inoccupé, est réquisitionné : en quelques semaines, le centre d'extermination est aménagé. La population polonaise du village, d’environ 250 personnes, est expulsée, à l'exception de quelques hommes que l'on oblige à participer aux travaux d'aménagement. Elle est remplacée par des Volksdeutsche provenant de Volhynie : ainsi, fin 1941, le village compte 300 habitants, essentiellement d'origine allemande.
Le « camp » se compose de deux parties distinctes, distantes de quatre kilomètres environ, reliées par une route rectiligne orientée nord-nord-ouest : la première partie se trouve dans le château du village où on met à mort les victimes ; la seconde, le « camp de la forêt », dans le bois de Rzuchów, où les cadavres sont d’abord enterrés, puis à partir de l'été 1942 incinérés.
Le château a un parc ceinturé par une simple clôture de fil, qui ne dissimule pas les opérations d'extermination, puis, un mois après le début des tueries, par une palissade de planches.
Le camp de la forêt se compose de trois clairières, l'une de 80 mètres sur 80, une autre de 70 mètres sur 20 et une dernière de 50 mètres sur 15, où sont creusées des fosses communes, puis construits des fours crématoires. Situées au cœur d'un ensemble très dense de pins, les différentes clairières sont reliées, par plusieurs percées, à la route principale qui leur est distante d'une à plusieurs centaines de mètres.
Outre ces deux « camps », de nombreux bâtiments du village sont confisqués et servent directement ou indirectement au processus d'extermination : sont notamment réquisitionnées l'église (et son presbytère), la mairie, l'école, la Deutsches Haus (la Maison allemande), vaste bâtiment situé en face du château et des maisons ayant appartenu à des familles polonaises expulsées. Y sont installées la résidence du commandant du centre, celle des gardiens, la cuisine, la cantine.
Les aménagements étant terminés après environ cinq semaines, trois camions à gaz sont amenés de Berlin : ils sont carrossés avec une caisse étanche munie d'une grande double porte à l'arrière, comme une voiture de déménagement ; à l'intérieur de la caisse, un caillebotis de bois recouvre le plancher de tôle ; sous ce caillebotis, un tuyau percé de trous qui peut être raccordé au pot d'échappement afin d'asphyxier les personnes enfermées dans la caisse.

### Les exécuteurs

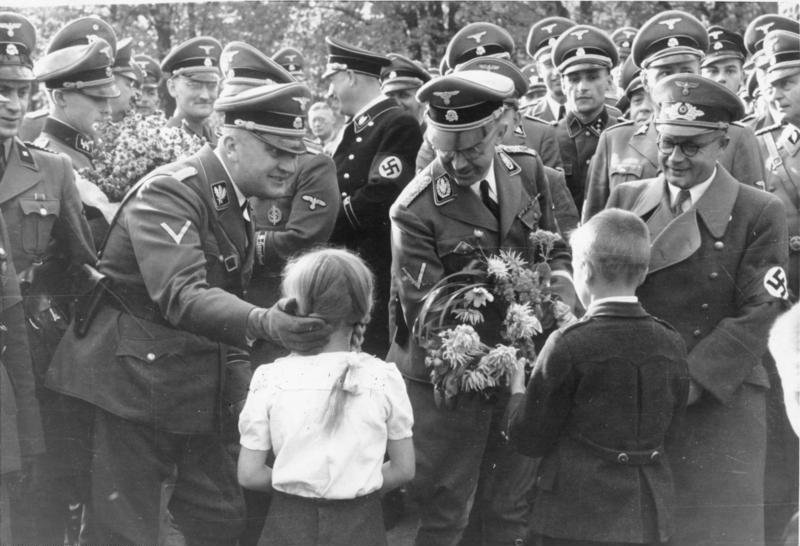
De face au premier plan, de gauche à droite, Wilhelm Koppe, Heinrich Himmler et Fritz Bracht (vers 1941).

Le personnel de Chełmno est constitué d'un petit groupe de membres du RSHA qui a participé aux gazages dans le cadre de l'euthanasie des malades mentaux,. Ce noyau est complété par des membres de la Gestapo de Poznań et de Łódź, et de l'Ordnungspolizei (police régulière) de Lodz, détachés auprès du Kommando Lange par le chef supérieur de la SS et de la police (HSSPf) Wilhelm Koppe,. Certains membres de la police régulière sont affectés à Chełmno après s'être portés volontaires pour une mission à l'extérieur, sans connaître au préalable la teneur de cette mission. Les exécuteurs sont commandés par Herbert Lange choisi en raison de son expérience, puis, à partir de mars 1942, par le SS-Hauptsturmführer Hans Bothmann. L'effectif total comporte 100 à 120 SS, dont 10 à 15 membres de la Sicherheitspolizei, qui en constituent le « noyau » et 80 à 100 membres de la police régulière qui assurent la garde du camp (Wachtkommando).
Lange a été le premier, ou l'un des premiers utilisateurs d'un camion à gaz en Pologne, le 17 décembre 1939, dans le cadre de la poursuite de l’Aktion T4. Entre la fin de 1939 et le printemps 1940, il dirige une unité chargée « de nettoyer les asiles des malades polonais », notamment au moyen d'un énorme fourgon ressemblant à une voiture de déménagement et dans lequel est injecté de l'oxyde de carbone en bouteille. Ce procédé posant des problèmes logistiques pour les Einsatzgruppen, des camions sont adaptés pour utiliser directement les gaz d'échappement, fin 1941. Le processus mis en place par Lange est donc l'un des maillons de la chaîne qui relie les chambres à gaz fixes de l’Aktion T4, alimentées par du monoxyde de carbone en bouteilles, aux camions itinérants des Einsatzgruppen, puis aux chambres à gaz fixes de l’Aktion Reinhard où le gazage est effectué au moyen de gaz d'échappement de moteurs (Belzec étant une étape de transition), avant l'utilisation du Zyklon B, essentiellement à Auschwitz.
Si l'essentiel du personnel du camp est fourni par le HSSPF Koppe, Lange reçoit ses ordres directement de Heinrich Himmler ou d'Arthur Greiser à qui Himmler a délégué une autorité considérable. Les exécuteurs allemands sont assistés par sept auxiliaires polonais.
Les membres du RSHA occupent toutes les fonctions importantes au sein du camp ; quant aux membres de la police régulière, ils sont répartis en trois sections affectées au transport, au château et au camp de la forêt. L'affectation des membres du premier groupe au camp d'extermination est plutôt stable, alors que certains policiers chargés de la garde du camp ne sont en poste à Chełmno que pour une période limitée à l'issue de laquelle ils regagnent leurs unités d'origine où ils « transmettent à leurs camarades des informations sur le gazage des Juifs ».
L'équipe du transport a pour tâche d'amener les victimes de la gare au village, en transitant, de mars à juin 1942, par le moulin de Zawadki ; l'équipe du château est chargée de la surveillance, mais ses membres participent également au déshabillage des victimes et aux gazages ; l'équipe de la forêt est divisée en deux sections, l'une montant la garde à l'extérieur du camp, l'autre, à l'intérieur, étant chargée de diriger et surveiller les activités des Arbeitsjuden.
Tous les membres du Kommando bénéficient d'un complément de solde variant, selon le grade, de 10 à 15 reichsmarks par jour, soit mensuellement, plus du double de la solde normale, ce complément provenant d'un fonds spécial de l'administration du Reichsgau Wartheland. D'après les témoignages recueillis lors de leur procès, le moral des exécuteurs  est bon ; ils passent des soirées détendues à jouer aux cartes et à boire de l'eau-de-vie ou de la bière ; ils vont au cinéma à Koło, et ils ont presque tous une petite amie, avec laquelle ils peuvent passer la nuit dans leur cantonnement.

### LesArbeitsjuden
« Ils ont choisi environ cinq personnes parmi celles qui se trouvaient dans la cave. Nous devions prendre les bagages et les effets, les chaussures qui étaient restés là et les apporter dans une des pièces de cette maison qui était déjà pleine d'effets et de chaussures. […] Je travaillais là [aux fosses communes] depuis plusieurs jours déjà […] lorsque sont arrivés tous les gens de la ville où j'habitais. […] Il y avait là ma femme et mes deux enfants. […] Je me suis couché à côté des corps de ma femme et de mes enfants et je voulais qu'on me tue. Un des SS s'est approché de moi et m'a dit : Tu as encore des forces, tu peux continuer à travailler. Il m'a donné des coups de fouet et m'a obligé à continuer de travailler »

— Témoignage d'un survivant (Mordechaï Podchlebnik) des Arbeitsjuden au procès d'Adolf Eichmann.
Au début des activités du centre, les tâches annexes au processus de tuerie sont assurées par des prisonniers polonais. Mais rapidement, et au plus tard début janvier 1942,, les Allemands mettent en place un Sonderkommando composé de déportés juifs, également connus sous l'appellation d'Arbeitsjuden. Ces hommes « étaient responsables de l’avant. Ils nettoyaient l’après. En aucun cas, ils n'ont participé à l'assassinat de masse ». Cette méthode est utilisée par la suite dans tous les centres d'extermination nazis : des détenus polonais ou juifs sont forcés par les SS d'accomplir « les diverses corvées attenantes à leur basse besogne ».
Les Arbeitsjuden comptent une quarantaine d'hommes, fréquemment renouvelés, après des assassinats quotidiens. Les hommes portent des chaînes aux pieds et logent dans le grenier aux grains ; au château, ils ramassent les vêtements des victimes, nettoient la cour, ou travaillent comme artisans, tailleurs ou cordonniers, pour les besoins de leurs bourreaux, ce qui leur vaut un sursis. D'autres Arbeitsjuden sont affectés à l'enfouissement, puis à l'incinération des corps des victimes. Huit à dix prisonniers sont utilisés comme artisans, une quinzaine est affectée au tri des vêtements et effets personnels des victimes, et au moins trente Juifs sont chargés d'effectuer « le terrible travail qui consiste à décharger et à nettoyer les camions et à mettre les corps dans de grandes fosses communes ».

## Les opérations de tuerie

### L'arrivée des convois

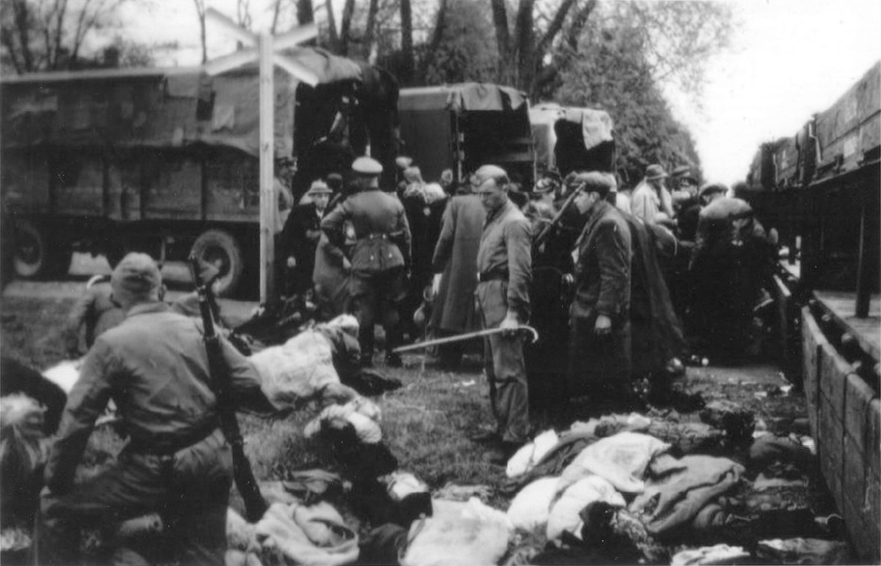
Embarquement en camions de Juifs à Koło en direction de Chełmno, en vue de leur extermination (1942). Il s'agit de Juifs venus par train du ghetto de Łódź. Des bagages sont éparpillés au sol ; une femme dans un fossé au premier plan semble se protéger le visage. Un policier allemand la regarde, une canne à la main.

Dans une première phase, les premières victimes proviennent des villes environnantes de Chełmno, comme Konin, Koło et Kłodawa d'où elles sont directement amenées au centre par camion. À partir de janvier 1942, débutent les déportations en provenance du ghetto de Łódź ; le premier convoi, qui part entre le 13 et le 17 janvier 1942,, est composé d'éléments jugés « indésirables » ou « nuisibles » par une commission composée de membres de l'administration juive du ghetto.
Les trains en provenance du ghetto s'arrêtent à la gare de Koło, où les déportés passent parfois la nuit dans la synagogue, avant d'être transportés vers le lieu de leur assassinat en camion : cette procédure manquant de discrétion, par la suite, les victimes sont acheminées à l'écart de la ville par une ligne ferroviaire à voie étroite, et gardées la nuit dans un moulin à Zawadki. À leur arrivée à Chełmno, on annonce aux victimes qu'elles vont être envoyées travailler en Allemagne et « que la poursuite du voyage nécessitait cependant [...] une douche et un épouillage contre le risque d'épidémies » ; « certains membres du SS-Sonderkommando portaient dans la cour du château une blouse blanche et un stéthoscope, afin de donner corps au mensonge du camp de transit ».
Les témoignages cités notamment par Eugen Kogon et  Sila Cehreli permettent de décrire l'arrivée des convois. Les premières victimes, amenées par camion, sont débarquées à l'extérieur de la clôture ceinturant le château, à l'intérieur de laquelle elles sont chassées à coups de fouet ; par la suite, les camions reliant la gare de Koło à Chełmno pénètrent directement dans l'enceinte du château. Les transports par camion de la gare de Koło puis du moulin de Zawadki vers le camp d'extermination sont effectués par des employés civils allemands, qui ne font pas partie de l'équipe du centre de mise à mort et auxquels il est interdit de pénétrer dans le site d'extermination ; à l'arrivée à l'enceinte du camp  du château le camion est conduit, pour la dernière partie du trajet, par un membre du SS-Sonderkommando, qui ramène ensuite le véhicule vide au portail. « Seuls trois camions contenant approximativement 100 à 150 victimes étaient admis en une seule fois dans le camp, ce qui correspondait, en d'autres termes, à la capacité de mise à mort d'une seule opération de gazage. Pendant le déroulement de cette opération, les autres camions devaient attendre devant le portail, sous le regard de tous les habitants du village ».
D'importance diverse, les convois ferroviaires peuvent compter jusqu'à 1 500 déportés et comporter plus d'une dizaine de wagons. L'arrivée à la gare de Koło est marquée par une grande violence : arraché à sa mère, un enfant en larmes est tué devant celle-ci ; un jeune homme est tué à coups de bâtons, un homme âgé jeté du train en marche ; les plus faibles, les malades, ceux qui traînent ou protestent sont battus à mort.
La majorité des convois se compose de Juifs polonais, mais au nombre des victimes, on compte également des Juifs originaires d'Autriche, d'Allemagne, de Tchécoslovaquie et du Luxembourg, des Tsiganes, des enfants non-juifs du protectorat de Bohême-Moravie, provenant notamment de Lidice, des Polonais non-juifs dont des religieuses, et des prisonniers de guerre soviétiques.

### L'extermination
« On les fit se déshabiller et un camion arriva, un camion complètement fermé. On ouvrit les portes du camion et il vint se placer contre une rampe d'accès. On fit alors monter ces Juifs tout nus dans le camion. Puis on referma les portes et le camion démarra. »

— Adolf Eichmann.

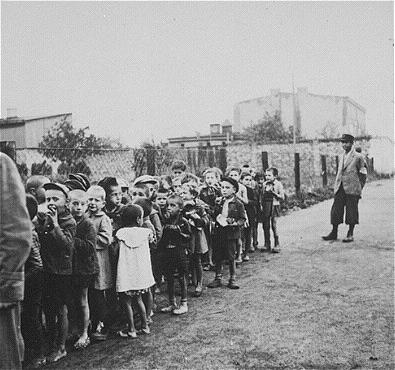
Enfants du ghetto de Lodz regroupés pour leur déportation en vue de leur assassinat à Chelmno.

Les gazages débutent à Chełmno le 8 décembre 1941,, : les premières victimes sont des Juifs provenant des villes et villages du voisinage immédiat, suivis par les survivants d'un groupe de 5 000 Tsiganes autrichiens déportés à Łódź, déjà décimés par le typhus. Dans un premier temps est utilisé le modèle de camion associé à des bouteilles de monoxyde de carbone. Ces premiers gazages servent d'essais pour mettre au point le processus d'extermination : fin décembre, Adolf Eichmann, effectue une visite d'inspection à Chełmno, à la demande du chef de la Gestapo, Heinrich Müller, visite qu'il mentionne lors des interrogatoires avant son procès. Une de ses tâches consistait à mesurer avec un chronomètre la durée précise de mise à mort des victimes dans un camion à gaz.
Courant janvier, deux camions à gaz supplémentaires, utilisant non plus des bouteilles de monoxyde de carbone mais les gaz d'échappement et adaptés à cet effet à Berlin par la division technique du RSHA, sur le modèle de ceux utilisés par les Einsatzgruppen, complètent le dispositif d'extermination et permettent d'en augmenter la capacité : entre le 12 et le 29 janvier 1942, 10 103 Juifs du ghetto de Lodz sont déportés à Chełmno, où ils sont gazés. L'efficacité des nouveaux camions est soulignée dans un rapport du RSHA du 5 juin 1942 qui « n'en suggérait pas moins une série de six grandes améliorations techniques pour traiter plus efficacement le « nombre de pièces » (Stückzahl) habituellement chargées dans chaque véhicule ». Ces demandes d'amélioration sont peut-être la conséquence des problèmes techniques rencontrés avec l'un des camions, qui ont brièvement interrompu les opérations d'extermination fin mai.
Les déportés doivent se déshabiller dans une pièce située à l'arrière du château, officiellement afin de prendre une douche et de permettre la désinfection de leurs vêtements ; ils déposent leurs effets personnels et de valeur dans des boîtes remises à des auxiliaires polonais au début des activités du camp, puis à des Arbeitsjuden, qui notent les noms des propriétaires dans un carnet afin de rendre la situation plausible ; ils empruntent ensuite un escalier menant à une cave, puis un long couloir, dont les entrées comportent un panneau vivement éclairé et indiquant « Vers les douches ». Le couloir débouche sur une rampe entourée d'une haute palissade, au bout de laquelle stationne un camion gris. C'est à cet endroit, à ce moment, que les déportés sentent le danger : ceux qui hésitent à emprunter la rampe y sont forcés par la violence. Lorsque trente à quarante personnes sont entrées dans le camion, les portes sont refermées et un ouvrier polonais, remplacé plus tard par un Arbeitsjude, raccorde le pot d'échappement à l'intérieur du camion via un tuyau souple : le chauffeur SS met ensuite le moteur en route pendant dix à quinze minutes, le camion restant à l'arrêt.

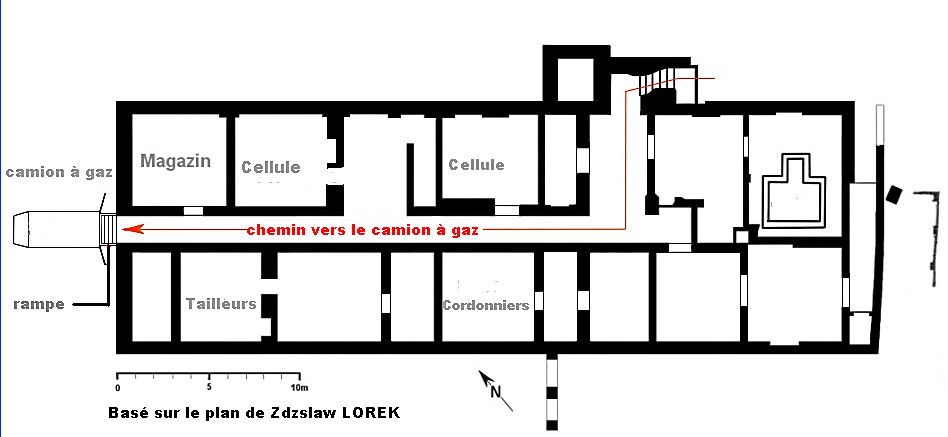
Plan du sous-sol du château à Chełmno.

Le processus est mis au point et rodé par Herbert Lange, puis appliqué par son successeur Hans Bothmann, au prix de sérieux incidents. En mars 1942, un camion explose ; à une autre occasion, lors d'un gazage, un travailleur polonais est enfermé par erreur avec les victimes : alors qu'il se débat pour qu'on le laisse ressortir, les SS jugent qu'il est trop tard pour rouvrir les portes. Si à l'arrivée des camions aux fosses communes, les gardiens SS découvrent des enfants en bas âge encore vivants, ils leur fracassent la tête sur les arbres, les tuant sur-le-champ.

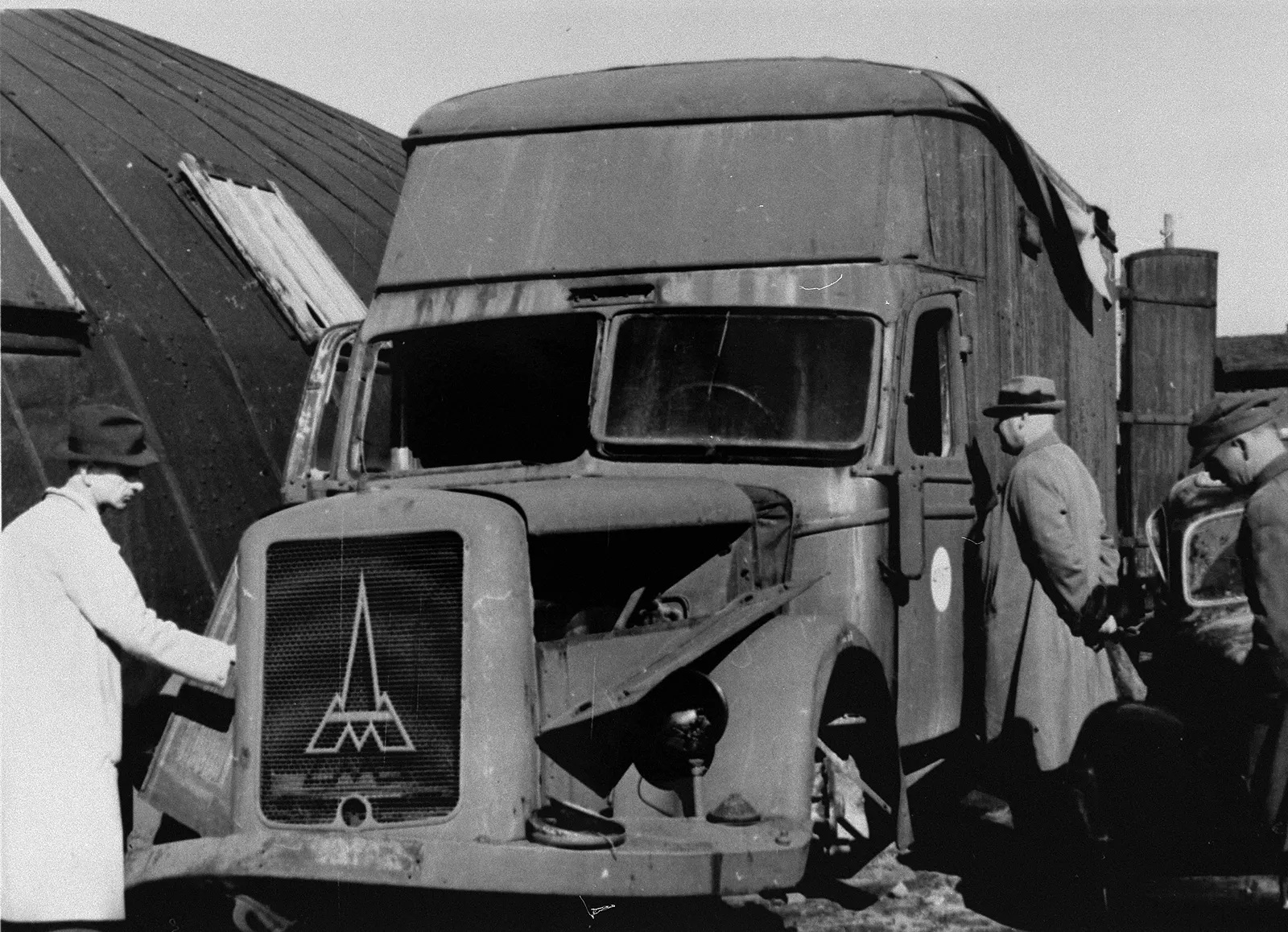
Un camion à gaz endommagé est inspecté en 1945 à Koło près de Chełmno.

Les témoignages des survivants des Arbeitsjuden et des membres du Kommando Lange sont concordants sur les circonstances des assassinats.

« Un camion les attendait dehors. Les gens ont vu le camion et n'ont pas voulu monter, mais il y avait là des SS qui les ont frappés, et les ont obligés à monter dans les camions. […] C'étaient des camions fermés hermétiquement. […] On enfermait les gens dans les camions, on mettait en marche, et des gaz y pénétraient, des gaz d'échappement. […] Nous avons entendu des cris qui montaient des camions et lorsqu'ils ont mis en marche les moteurs, les gaz sont entrés. Les cris se sont tus »

— Témoignage de l'un des survivants des Arbeitsjuden lors du procès d'Adolf Eichmann.

« Les nouveaux arrivants se déshabillaient dans le hall du château et déposaient leurs affaires dans des corbeilles. […] La rampe avait été construite et installée de façon que ses dimensions soient parfaitement adaptées à celles du camion à gaz ; les gens qui sortaient de la cave n'avaient pas d'autre possibilité que de monter dans le camion ; […] depuis le moment de la descente du camion de transport devant la cour du château jusqu'à la montée dans le camion à gaz il s'écoulait un peu moins d'une heure. […]
Une fois que tous les Juifs furent montés dans le camion à gaz, le chauffeur ferma et verrouilla les portes, puis il mit le moteur en marche ; bientôt se firent entendre des râles et des cris venant de l'intérieur ; on tapait aussi contre les parois ; je voyais bien que les gens à l'intérieur étaient asphyxiés par le gaz ; après environ dix minutes ils se turent ; je compris qu'ils étaient morts ; le chauffeur laissa tourner le moteur quelques minutes de plus puis fit démarrer le camion »

— Témoignages de membres du Kommando Lange lors de leur procès.
L'opération de mise à mort se déroule cinq à sept fois par jour, de 8 h à 14 h ou 16 h, en fonction du nombre des victimes. Lors des tueries les plus importantes, qui culminent en septembre 1942, les camions effectuent une dizaine de navettes quotidiennes entre le château et la forêt et la capacité de tuerie est de 1 000 personnes par jour.

Plus de 44 000 victimes sont déportées du ghetto de Łódź de janvier à avril 1942, 11 000 du 5 au 15 mai, dont une majorité de Juifs d'Allemagne. De 180 000 habitants environ en septembre 1941, la population du ghetto a été réduite à environ 100 000 fin mai 1942. Au moins 15 849 personnes sont déportées du 5 au 12 septembre : cette vague de déportation est marquée par celle de tous les enfants de moins de 10 ans, annoncée à la population par Rumkowski lors d'un discours prononcé le 4 septembre, des personnes âgées et des malades.

Au moins 145 500 victimes périssent lors de cette première phase d'activité,.

### L'arrêt provisoire du processus d'extermination
En mars 1943, il n'y a plus de convois vers Chełmno : tous les habitants des ghettos du Warthegau ont été exterminés ; seul subsiste celui de Łódź, utilisé comme centre de rassemblement. Le 19 mars, le gauleiter Arthur Greiser adresse à Himmler un rapport élogieux sur les hommes du Kommando : « Les hommes n'ont pas seulement accompli leur difficile tâche complètement, loyalement et courageusement, ils ont aussi fait preuve d'un esprit de solidarité militaire exemplaire ». Dans ce même rapport, Greiser relaie le souhait des exécuteurs de ne pas être dispersés dans différentes unités et de continuer à servir sous le commandement de Hans Bothmann, demande acceptée par Himmler. Pour « fêter » la fin des opérations d'extermination, Greiser invite les officiers du camp dans un restaurant à Koło, leur octroie des récompenses et leur accorde des vacances dans ses propriétés.
Le 7 avril, les derniers Arbeitsjuden sont fusillés et les crématoires détruits à l'explosif ou démontés, leurs briques étant réutilisées pour construire un canal alimentant une orangerie à proximité de Powierce ; la palissade de la rampe est abattue, et les SS font sauter le château vidé de son mobilier ; dans la forêt, du gazon est semé sur les fosses communes.
Le 11 avril 1943, les SS quittent le camp et confient la garde des lieux à une unité de gendarmerie locale. Les travaux de destruction des preuves du massacre se poursuivent jusqu'en novembre 1943.

### La deuxième vague d'extermination
En février 1944, Arthur Greiser décide de remettre le camp en activité, en prévision de l'extermination de la population du ghetto de Łódź qui avait échappé aux déportations de 1942. Hans Bothmann est rappelé de Croatie pour superviser les tueries.
Les installations d'extermination sont sommairement reconstruites dans la forêt, où se déroulent toutes les opérations afin de « rationaliser » le processus. Deux baraques sont construites dans la forêt pour le déshabillage des victimes, puis deux fours crématoires. Les matériaux sont fournis par l'administration allemande du ghetto, au sein duquel une cinquantaine de travailleurs juifs sont arrêtés et affectés à la reconstruction du camp. Maltraités, enchainés, battus à mort, les quarante détenus chargés de construire les fours crématoires connaissent un taux de mortalité particulièrement élevé qui peut atteindre 50 % certains jours ; l'effectif initial, rapidement réduit à 18 détenus, est renforcé au fur et à mesure des besoins par huit transports de trente ouvriers, soit un total de 240 déportés.
Les convois de déportés comportent généralement une quinzaine de wagons ; le processus d'extermination ne pouvant être réalisé qu'entre 7 à 8 heures et 14 heures, une partie des victimes passent une nuit supplémentaire à l'église du village. Même au cours de cette seconde phase d'extermination, alors que les rumeurs sur l'annihilation des Juifs sont largement répandues, les SS tentent de maintenir le mensonge du camp de transit et tiennent aux victimes un discours rassurant : ce mensonge est renforcé par le fait qu'on donne aux victimes, à leur départ du ghetto, leur prétendue destination, Leipzig, Cologne ou Munich, où ils seraient « ré-installés » et affectés au travail. « Cette procédure visait à garder une certaine cohérence entre les informations données aux victimes dans le ghetto et les explications mensongères qui leur seraient ultérieurement données à Chełmno. »

« C'est début juin 1944 que commença l'extermination des Juifs du ghetto de Litzmannstadt, elle dura jusqu'à mi-août 1944. [...] Arrivés à Kulmhoff (Chełmno) les Juifs descendaient avec leurs bagages, ils étaient logés dans l'église où ils restaient jusqu'au lendemain ; […] on les menait devant une des baraques en bois ; elles faisaient vingt mètres de long et dix mètres de large.

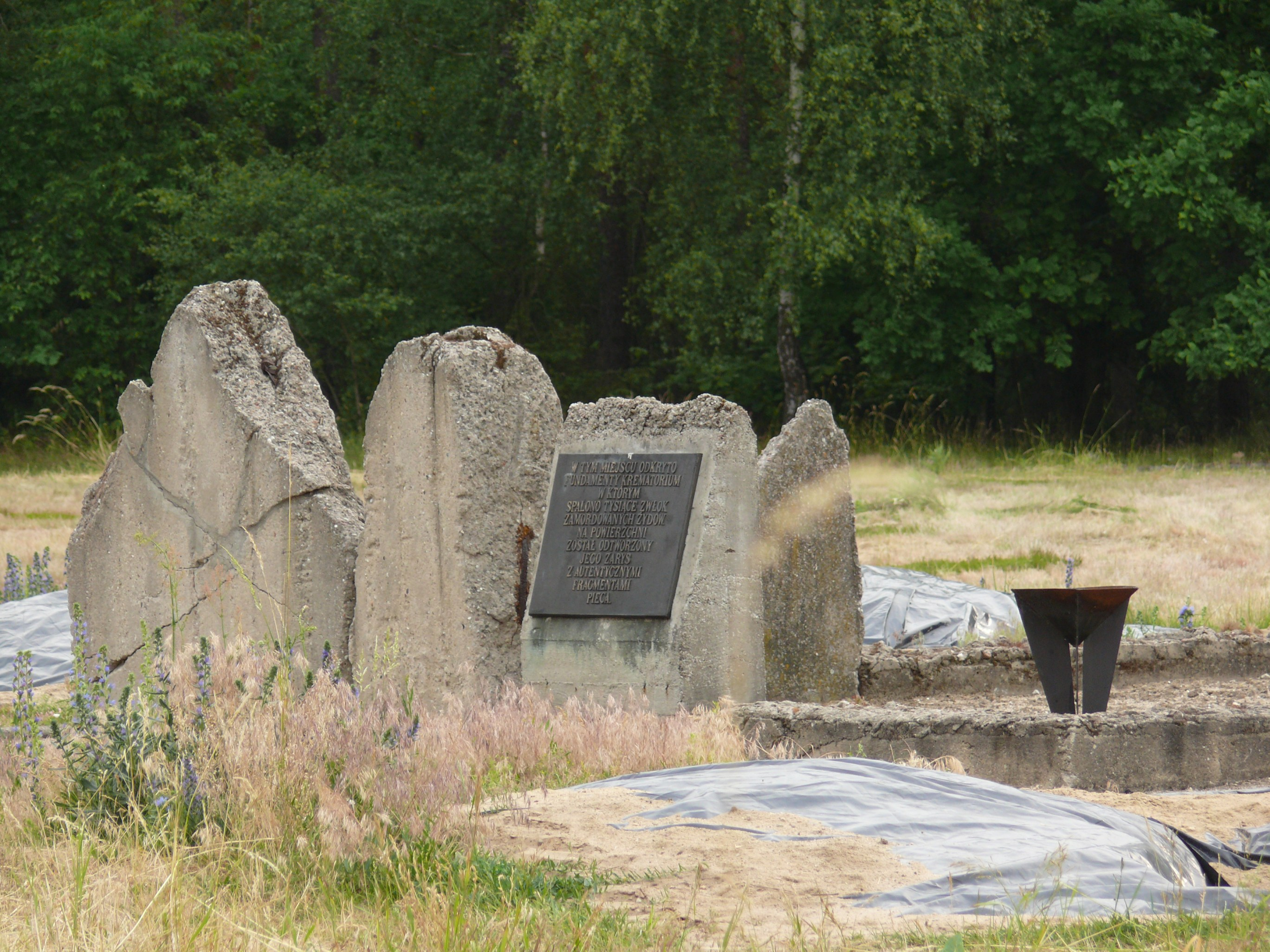
Stèle sur l'emplacement d'un bûcher dans la forêt à Chełmno.

Chacune comptait deux pièces, une pour les hommes, une pour les femmes, avec des crochets pour pendre les vêtements. Pour donner l'illusion que c'était un camp de transit, il y avait un écriteau avec un numéro dessus : une porte de la palissade portait l'inscription « vers l'établissement de bains » ; une fois complètement nus, les femmes d'abord, les hommes ensuite passaient en file indienne par la porte établissement de bains, puis suivaient un couloir de vingt mètres de long, large d'un mètre et demi, entre des palissades en lattis ; à la fin le couloir tournait à angle droit et débouchait sur une rampe ; au bout de la rampe se tenait un camion fermé où les Juifs devaient monter.

Lorsque soixante-dix à quatre-vingt-dix personnes étaient montées, on fermait la porte et le camion se mettait en marche vers le four crématoire situé à deux cents mètres. […] Le camion arrivé près des fours, la porte était ouverte […] et les cadavres jetés dans le four crématoire pour être réduits en cendres en quinze minutes environ. »

Du 23 juin au 14 juillet, dix convois en provenance du ghetto arrivent au camp d'extermination : en trois semaines, 7 196 personnes sont déportées et assassinées à Chełmno ce qui ramène la population du ghetto à 68 561 habitants, qui seront déportés vers Auschwitz pour y être gazés à partir du 3 août.

### Le sort des cadavres
« On me fit suivre le camion et ce fut alors le spectacle le plus horrible auquel il m'ait jamais été donné jusque-là d'assister. Le camion se rangea le long d'une fosse tout en longueur. On ouvrit les portes et on jeta les cadavres du haut du camion. On aurait dit qu'ils étaient encore vivants tellement les membres restaient souples. On les jetait dans la fosse. Je revois encore un civil arracher les dents avec des tenailles. »

— Adolf Eichmann lors de son procès.
Dans un premier temps, comme dans les autres centres d'extermination, les cadavres sont enterrés dans des fosses communes par les Arbeitsjuden, procédé qui soulève des problèmes d'hygiène et qui nuit au caractère secret des massacres.

« Le camion en marche, le policier qui était à côté de moi me dirigeait, après trois kilomètres, nous sommes arrivés dans la clairière d'une région boisée ; dans la clairière, le policier me fit arrêter devant une fosse commune, où travaillait une corvée de travailleurs juifs sous la surveillance  d'un fonctionnaire de police […] qui m'ordonna de conduire le camion en marche arrière jusqu'au bord de la fosse. […] Puis un policier ouvrit le cadenas par lequel était assurée la fermeture des portes ; des travailleurs de la corvée spéciale reçurent l'ordre d'ouvrir la double porte ; de huit à dix cadavres tombèrent sur le sol et le reste fut jeté hors du camion par les hommes de corvée ; le camion une fois vide je suis retourné au château, en chemin j'ai croisé un autre camion à gaz avec son chargement […] ; au château, des membres de la corvée durent nettoyer l'intérieur du camion avec de l'eau et des désinfectants. […] Le camion une fois nettoyé, le responsable m'ordonna de conduire de nouveau le camion jusqu'à la rampe et très vite le processus que j'ai décrit se reproduisit ; […] de retour dans la clairière, j'ai vu alors que les cadavres que j'avais précédemment amenés avaient été empilés. Je retournai au château ; mon travail était terminé il n'y avait évidemment plus de Juifs dans le château »

— Témoignage d'un membre du Kommando Lange lors de son procès.
À l'été 1942, la putréfaction massive des cadavres enterrés dans les fosses communes du bois de Rzuchow déclenche une épidémie, ce qui entraîne un arrêt provisoire des déportations d'environ deux mois. Dans un premier temps, Hans Bothmann tente de faire disparaître le corps des victimes au moyen d'explosifs ; cette expérimentation cause des incendies dans la forêt, qui font rapidement abandonner cette tentative.

À partir de l'automne 1942, un commando spécial, dirigé par le SS-Standartenführer Paul Blobel, est chargé d'exhumer et de détruire les cadavres à Chełmno, dans le cadre de la Sonderaktion 1005 ; Blobel se rend à Chełmno pour y détruire les cadavres au moyen de bûchers enterrés.
Ces bûchers, larges d'environ dix mètres et longs de cinq à six mètres, sont creusés dans le sol, munis de parois en briques mais dépourvus de cheminée ; au fond, ils sont munis d'un gril constitué par des rails de chemin de fer, sur lequel on entasse alternativement des couches de cadavres et de bûches, avant d'y mettre le feu.
Les os qui ne sont pas entièrement consumés sont séparés des cendres au moyen d'un crible puis broyés avec des outils en bois sur une dalle de ciment ; dans une seconde phase, Chełmno est doté d'un moulin pour broyer les os alimenté par un moteur à essence. Les cendres des victimes sont mêlées à la terre et enterrées dans des fosses sur lesquelles sont plantés des arbres ; plus tard, elles sont mises dans des sacs et déversées dans la Warta, du haut d'un pont près du moulin de Zawadki.
À la demande d'Eichmann, le commandant du camp d'Auschwitz, Rudolf Höss, se rend sur place le 16 septembre, afin de prendre connaissance des méthodes utilisées pour l'élimination des cadavres.

### Le pillage des biens des victimes
Contrairement aux autres camps d'extermination, Chełmno ne dispose pas d'entrepôt permanent destiné à recueillir les biens confisqués aux victimes. Dans un premier temps, les vêtements et autres effets personnels sont stockés dans un entrepôt à céréales, situé dans le parc du château, qui sera par la suite affecté au logement des Arbeitsjuden. Les bagages, que les victimes ont dû abandonner avant leur arrivée au camp, à la gare de Powiercie, à la synagogue de Kolo ou au moulin de Zawadki seront par la suite amassés avec les autres biens dans l'église du village. Les objets de valeurs sont confisqués  lors du déshabillage des victimes, au cours duquel trois détenus polonais circulent un panier à la main pour les recueillir « pour qu'ils ne soient pas volés ou perdus durant la soi-disant douche ». Quant aux vêtements, ils sont récupérés par des Arbeitsjuden après les opérations de gazage, lors du nettoyage de la salle de déshabillage : ils sont jetés par les fenêtres et s'accumulent dans la cour du château, où ils forment un amas qui peut atteindre 3 à 4 mètres de haut et 10 à 15 mètres de largeur, amas qui a attiré l'attention de nombreux habitants du village.

L'or et les bijoux sont acheminés par camion à l'administration allemande (Ghetto-Verwaltung) du ghetto de Łódź dans des caisses revêtues de zinc et fermées par un cadenas, l'argent y est transféré séparément par automobile. Les biens non récupérés, comme les documents personnels, photos et pièces d'identité ainsi que de menus objets sont brûlés dans le parc du château.
Afin de limiter les vols, qui existent cependant, les SS affectés au tri et à l'inventaire des biens confisqués bénéficient d'une prime de 6 Reichsmarks par jour.

Si durant cette première phase, les opérations de tri sont effectuées sur place par des détenus Arbeitsjuden dirigés par un SS du camp, elles sont placées sous l'autorité de la Ghetto-Verwaltung de Łódź.
Début avril 1942, Hans Biebow, qui dirige la Ghetto-Verwaltung de Łódź prend, en étroite concertation avec Lange, les dispositions nécessaires à la création d'un centre de tri, de stockage et de récupération des biens des victimes, à l'exception des biens de valeur, à Pabianice, le tri effectué à l'intérieur du camp s'avérant inefficace.
Ce centre relève de la Ghetto-Verwaltung et est placé sous l'autorité du gauleiter Greiser et non de l'Office central SS pour l'économie et l'administration. Il nécessite une abondante main d'œuvre, constituée de travailleurs forcés du  ghetto de Łódź, dont l'effectif est estimé de 100 à 250 personnes, selon les auteurs et la période considérée. Sa création impose la mise en place d'un important dispositif logistique : fin mai 1942, le transport des biens accumulés à Chełmno et qui doivent être transférés à Pabianice représente l'équivalent de 900 camions. En mars 1943, un atelier de fabrication de couvertures complète les installations du centre de tri.

À l'exception des fourrures, envoyées à Ravensbrück pour confectionner les tenues d'hiver de la Waffen-SS, les biens sont vendus par la Ghetto-Verwaltung à divers organismes et administrations allemandes, dont le Winterhilfswerk (Secours d'hiver),.

## De la fin du camp à la création d'un lieu de mémoire

### L'arrêt définitif
En raison de l'avancée de l'Armée rouge, qui se rapproche de l'installation, le camp est détruit les 17 et 18 janvier 1945, par les hommes de Hans Bothmann, à son initiative ; les quelques installations subsistantes sont incendiées et les quarante à quarante-cinq détenus restants des Arbeitsjuden sont fusillés ou abattus d'une balle dans la nuque.
Au cours de la nuit du 17 au 18, deux déportés réussissent à s'enfuir. Une vingtaine d'Arbeitsjuden se révoltent, attirent un gardien dans leur cellule et s'emparent de son arme. Tous périssent dans l'incendie du bâtiment, que les SS n'essaient pas d'éteindre, malgré la présence d'un des leurs dans le brasier. Au matin du 19 janvier, les SS détruisent les derniers documents et quittent définitivement le camp.

### Bilan

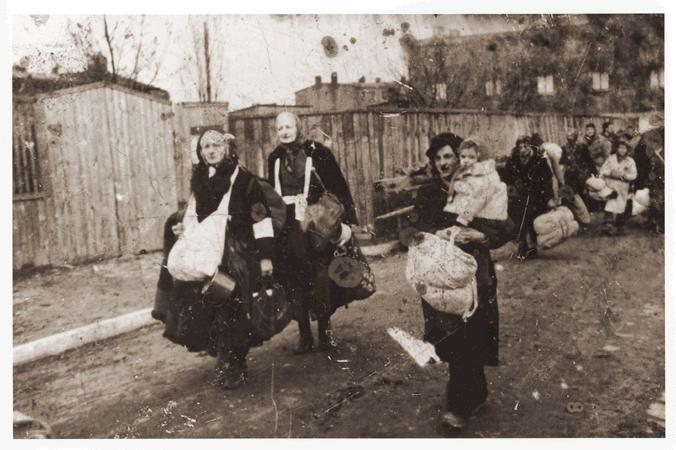
Habitants du ghetto de Łódź lors de leur déportation vers Chełmno.

Le bilan des activités exterminatrices à Chełmno varie selon les époques et les auteurs.
Selon l'enquête menée par les autorités polonaises en 1946-1947, le nombre des victimes assassinées à Chełmno s'élève à 340 000 personnes. En 1961, l'historien Raul Hilberg, dans la première édition de La Destruction des Juifs d'Europe, revoit ce chiffre à la baisse, avec 150 000 victimes. Les témoignages des membres du Kommando Lange lors de leur procès à Bonn en 1962-1963, font état d'un même ordre de grandeur, retenu par les juges : le tribunal précise qu'il s'agit là d'un chiffre minimum incontestable qui peut être retenu contre les accusés.
En 1977, Lucy S. Dawidowicz retient le chiffre de 250 000 victimes, chiffre également retenu en 2013 comme un minimum par Sila Cehreli ; l'estimation d'Annette Wieviorka, en 2011, est d'au moins 150 000 victimes juives ; quant au musée de Chełmno, il avance le chiffre de 160 000 à 170 000 morts.

### Survivants et témoignages

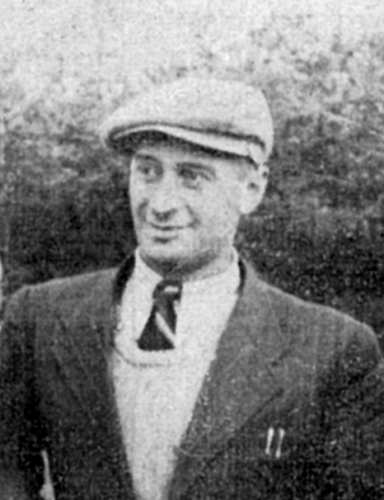
Mordechaï Podchlebnik (1907-1985), photo de 1945. Il a réussi à s'échapper début 1942. Il a témoigné dans le film Shoah.

Seuls quatre déportés arrivent à s'échapper. Parmi les Arbeitsjuden chargés de l'enfouissement des cadavres, Mordechaï Podchlebnik s'évade début janvier 1942 et Jacob Grojanowski, le 19 janvier, sur le chemin qui mène au camp de la forêt. Lors de la destruction définitive du camp et de l'assassinat des derniers Arbeitsjuden, deux autres déportés, Mordechaï Zurawski et Simon Srebnik s'évadent à leur tour.

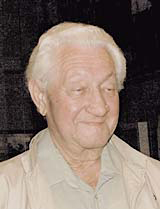
Simon Srebnik (1930-2006), également des Arbeitsjuden, a par miracle survécu à son exécution d'une balle dans la nuque en janvier 1945. Il a témoigné dans le film Shoah.

Réfugié au ghetto de Varsovie, Grojanowski livre son témoignage à l'Oyneg Shabbos dirigée par Emanuel Ringelblum. Retranscrit par l'équipe de Ringelblum, en polonais et en allemand, ce témoignage est notamment transmis par la résistance au gouvernement polonais en exil.
Un rapport détaillé sur les opérations d'extermination à Chełmno est également envoyé à Londres par un dirigeant du Bund en mai 1942 et reçoit une large publicité dans la presse britannique.
Les trois survivants à la fin de la guerre, Mordechaï Zurawski, Mordechaï Podchlebnik et Simon Srebnik sont entendus dans le cadre des travaux de la Commission centrale d'enquête sur les crimes allemands en Pologne ; en 1961, ils témoignent également lors du procès d'Adolf Eichmann.
Outre ces quatre témoignages, on dispose également d'un témoignage écrit collectif connu sous le nom de « Testament des prisonniers de Chełmno ». Il s'agit d'un carnet de dix-sept pages confié par un déporté à un paysan polonais qui l'a remis à l'Armée rouge. Rédigé par un des Arbeitsjuden, il a été signé le 9 janvier 1945, soit une semaine avant la liquidation définitive du camp.

### Le sort des exécuteurs
Capturé par les troupes américaines, Arthur Greiser est remis aux autorités polonaises et jugé à Poznań : il est condamné à mort le 9 juillet 1946 et exécuté douze jours plus tard. Wilhelm Koppe se cache en Allemagne de l'Ouest sous un faux nom, et sa réelle identité n'est découverte qu'en 1960. Il est incarcéré jusqu'en avril 1962, puis libéré sous caution ; en 1966, les poursuites à son encontre sont abandonnées en raison de son mauvais état de santé.
Le premier commandant du camp Herbert Lange meurt en avril 1945 lors de la bataille de Berlin ; son successeur, Hans Bothmann, est capturé par les troupes britanniques et se suicide par pendaison lors de sa captivité, le 4 avril 1946. Deux gardiens du camp sont condamnés à mort par des tribunaux polonais en 1948 et 1950 et exécutés. Le service central d'enquêtes sur les crimes nationaux-socialistes de Ludwigsbourg estime que 160 Allemands ont participé aux opérations d'extermination à Chelmno ou collaboré à celles-ci : il ne réussit à en localiser que trente-trois. Onze gardiens sont traduits devant la cour d'assises de Bonn en juin 1965 ; trois sont condamnés à treize années de prison, un à huit ans de prison, un à sept ans de prison, trois à treize mois et deux semaines de prison, et trois sont acquittés. Au cours de la même année, un autre gardien est condamné à Kiel à treize mois et deux semaines de prison.
Les enquêtes menées de 1962 à 1964 par la police et la justice de Poznań sur la participation de Polonais aux opérations d'extermination n'ont débouché sur aucune poursuite.

### Un lieu de mémoire

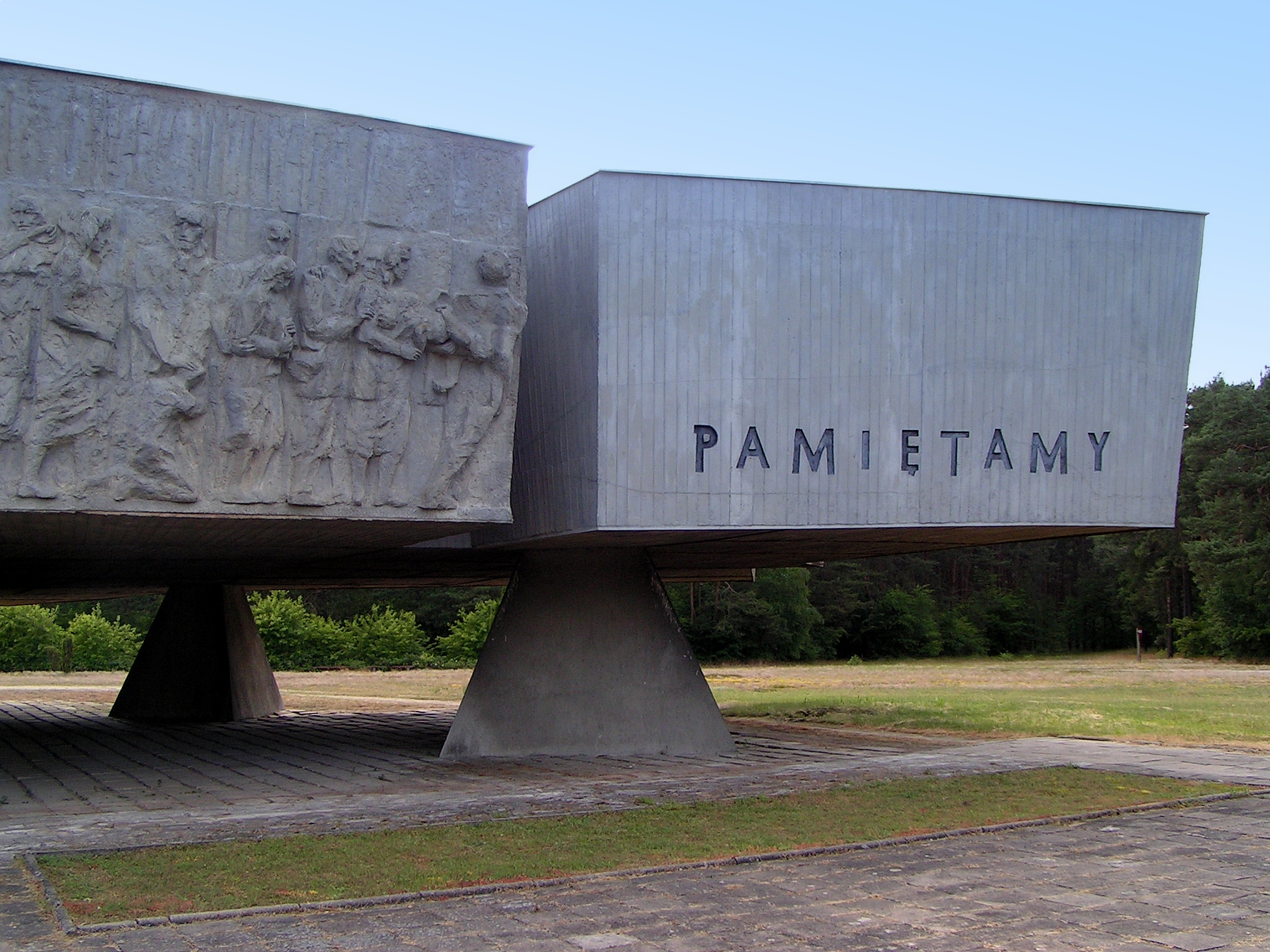
Le monument commémoratif du « camp de la forêt », en fait l’endroit où les camions à gaz déposaient les cadavres pour enfouissement en fosse commune puis crémation. L'inscription en polonais signifie « ne pas oublier ».

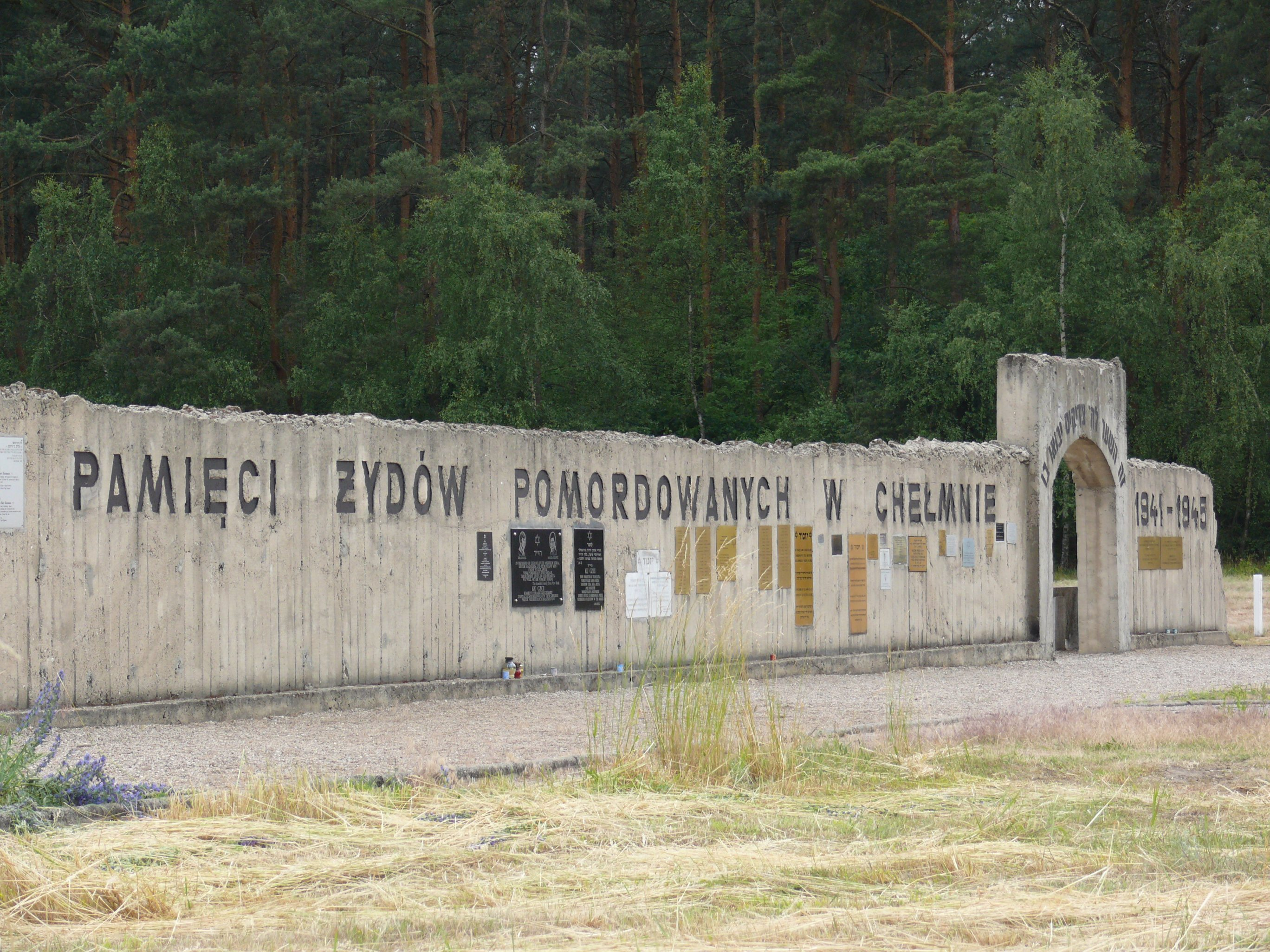
Le mur commémoratif sur le site du musée. L'inscription en polonais Pamięci Żydów pomordowanych w Chełmnie peut être traduite par « En mémoire des Juifs assassinés à Chełmno ».

En 1957, des membres des communautés juives de Łódź et de Włocławek organisent une commémoration, près des vestiges du château ; un petit monument est érigé, portant l'inscription, en yiddish et en polonais : « Ce site a été sanctifié par le sang de milliers de victimes du génocide nazi. Honorez leur mémoire ». Le 27 septembre 1964, une cérémonie organisée par les autorités polonaises lors de l'inauguration du monument situé dans le camp de la forêt rassemble 10 000 personnes : sur ce monument, seule figure une inscription en polonais « Pamiętamy » (Nous nous souvenons), sans autre explication. Pour Shmuel Krakowski, tout est fait pour « obscurcir la vérité historique et cacher le fait que la grande majorité de ceux qui ont péri sur le site était juive » ; jusqu'aux années 1980, rien n'est fait pour préserver les vestiges du camp situé dans le village, ou sauvegarder le camion à gaz laissé sur place par les Allemands.
En 1987, le gouverneur de la province de Konin décide de la création d'un musée du camp d'extermination de Chełmno, dépendant du musée provincial de Konin. Après la réalisation d'un inventaire des vestiges subsistants, notamment à partir de l'analyse de photographies aériennes, des campagnes de fouilles archéologiques et des recherches de documents et de témoignages, le musée est inauguré le 17 juin 1990. Il devient à la fois un centre scientifique, avec l'organisation de conférences et la poursuite des fouilles archéologiques, et un lieu de mémoire avec plus de 50 000 visiteurs par an, l'organisation de nombreuses commémorations et l'érection de plusieurs monuments. En 1995, un colloque universitaire consacré à l'histoire du camp d'extermination de Chełmno est organisé à Konin, colloque dont les actes sont publiés en polonais en 1996.